# Billy Ray Cyrus
Billy Ray Cyrus (sinh ngày 25 tháng 8 năm 1961) là một nhạc sĩ, ca sĩ nhạc đồng quê từng được đề cử giải Grammy và cũng là một diễn viên đến từ Flatwoods, Kentucky. Ông là cha của hai nữ ca sĩ Miley Cyrus và Noah Cyrus. Ông được biết đến nhờ ca khúc từng xếp hạng nhất "Achy Breaky Heart" và "Ready, Set, Don’t go" (bài hát ông viết cho cô con gái nổi tiếng Miley Cyrus)-bài hát được multi-plantinum (siêu bạch kim). Bài hát này đã được xếp hạng 8 trong Hoa Kỳ Billboard Hot Country Songs. Album thành công nhất của ông là Some gave all, giành được 9x Multi-Plantinum tại Mỹ. Album này đã bán được 20 triệu bản trên khắp thế giới. Từ năm 2001 đến 2004, Cyrus tham gia show truyền hình "Doc" kể về một bác sĩ "quê mùa" chuyển từ Montana đến New York. Cuối năm 2005, ông đã tham gia vào show "Hannah Montana" với con gái Miley Cyrus của mình. Show đã gặt hái được thành công vang dội khắp thế giới và có qua tất cả ba mùa. Trong suốt sự nghiệp của mình, ông đã có 29 single được xếp hạng, 13 trong số đó nằm trong top 49, single thành công nhất đã được #1 là "Achy Breaky Heart"

## Tiểu sử
Cha của Cyrus là Ron Cyrus, một chính trị gia, mẹ của ông là Ruth Ann Adkins. Suốt thời thơ ấu, ông được truyền tình yêu âm nhạc với 2 dòng nhạc chính là blueglass và gospel. Cha ông cũng là một người chơi guitar tay phải trong khi Cyrus thuận tay trái khi chơi guitar. Ông đã học qua trường Georgetown College nhờ vào học bổng vì thành tích trong môn bóng chày của mình trước khi chuyển hướng qua âm nhạc.
Từ năm 1980 đến 1990, Cyrus chơi nhạc ở các quán bars trước khi ký hợp đồng với hãng đĩa Mercury Nashville.
Vợ của ông là bà Tish Cyrus sinh năm 1967. Họ có ba người con là ca sĩ Trace Cyrus sinh năm 1989, ca sĩ Miley Cyrus sinh năm 1992 và ca sĩ Noah Cyrus sinh năm 2000.

## Sự nghiệp diễn xuất
Cyrus bắt đầu diễn xuất vào năm 1999 trong bộ phim "Radical Jack". Ông còn có một vai nhỏ trong "Mullholland Drive" của đạo diễn David Lynch. Ống đóng vai Gene, một nhân viên lau dọn hồ bơi hẹn hò với vợ của Adam Kesher do Justin Throux thủ vai. Năm 2001, Cyrus đóng vai chính trong chương trình Doc, một chương trình hài của đài PAX (hiện nay là đài ION Television), show ăn khách nhất của network. Ông tham gia vào vở kịch "Annie Get Your Gun" tại Toronto trong vai Frank Butler.
Ông đã từng tham gia The Nanny, Diagnosis Murder, Love Boat, The Next Wave, và TNN’s 18 Wheels Of Justice. Vào năm 2004, ông là diễn viên khách mời khi đóng tài xế lái xe limo trong tập "The Power of Love" trong drama dành cho tuổi teen Degrassi: The Next Generation. Cyrus còn xuất hiện trong rất nhiều chương trình truyền hình khác, tất cả đã tạo nên danh tiếng cho sự nghiệp của ông. Các phóng sự Cyus tham gia bao gồm Dreams Come True và A Year On The Road của đài ABC, TNN của đài VH1 và I Give My Heart to You cy và The Life and Tim của đài TNN. Cuối năm 2005, ông và con gái Miley Cyrus cùng tham gia đóng trong chương trình truyền hình "Hannah Montana" của hệ thống Disney Channel. Series này được ra mắt đầu tiên vào năm 2006.
Vào tháng 3 năm 2007, Cyrus tham gia mùa thứ tư của chương trình "Dancing with the Stars" của Mỹ cùng vài ngôi sao khác. Tuy nhiên, ông cùng bạn nhảy của mình, Karina Smirnoff đã bị loại ở tuần thứ 8 của cuộc thi sau khi xếp thứ 2... từ dưới đếm lên trong tuần trước đó.

## Thành tựu
Ông đã được để cử cho giải Grammy vào năm 1992. Ông đã thắng những giải lớn như CMA Award cho single của nằm (1992), American Music Awards cho ca sĩ mới được yêu thích nhất và single được yêu thích nhất cho "Achy Breaky Heart". Ngoài ra ông còn được nhận giải gương mặt nghệ sĩ điển hình của năm và một số giải thưởng khác cho những bộ phim và series truyền hình ông tham gia.
Đây là hình tượng daddy yêu thích của rất nhiều bạn trẻ trên toàn thế giới. Ông đã có rất nhiều thành công trong sự nghiệp của mình và ông cũng chính là người tạo tiền đề cho con gái Miley tỏa sáng.

## Các chương trình đã tham gia

### Phim
| Năm  | Tựa phim                                                  | Vai diễn          |
| ---- | --------------------------------------------------------- | ----------------- |
| 2001 | Radical Jack                                              | Jack              |
| 2002 | Mulholland Drive                                          | Gene              |
| 2002 | Wish You Were Dead                                        | Dean Longo        |
| 2004 | Death and Texas                                           | Spoade Perkins    |
| 2004 | Elvis Has Left the Building                               | Hank              |
| 2008 | Bait Shop                                                 | Hot Rod Johnson   |
| 2008 | Hannah Montana & Miley Cyrus: Best of Both Worlds Concert |                   |
| 2009 | Flying By                                                 | George Barron     |
| 2009 | Hannah Montana: The Movie                                 | Robby Ray Stewart |
| 2010 | The Spy Next Door                                         | TBA               |

### Truyền hình
| Năm  | Tựa phim                      | Vai diễn          |
| ---- | ----------------------------- | ----------------- |
| 1995 | The Nanny                     |                   |
| 2001 | Doc                           | Dr. Clint Cassidy |
| 2003 | Degrassi: The Next Generation | Limo Drive, Duke  |
| 2006 | Hannah Montana                | Robby Ray Stewart |
| 2007 | Billy Ray Cyrus: Home at Last |                   |
| 2007 | Dancing with the Stars        |                   |
| 2008 | CMT Music Awards              |                   |
| 2008 | Nashville Star                |                   |
| 2008 | Phineas and Ferb              | Buck Buckerson    |
| 2008 | Studio DC: Almost Live        |                   |